# Красная Нива (Самарская область)
Красная Нива (чув. Красная Нива)  — поселок в Похвистневском районе Самарской области в составе сельского поселения Среднее Аверкино.

## География
Находится на расстоянии примерно 12 километров по прямой на юг от районного центра города Похвистнево.

## История
Поселок был основан в конце 1920-х годов выходцами из деревни Чекалинка. 

## Население
Постоянное население составляло 47 человек (чуваши 85%) в 2002 году, 38 в 2010 году.